# Fall to Pieces (canción de Velvet Revolver)
«Fall to Pieces» es una canción de la banda estadounidense de hard rock Velvet Revolver. Se lanzó en septiembre de 2004 como el tercer sencillo de su álbum debut Contraband. Alcanzó el número 67 del Billboard Hot 100, mientras permaneció 11 semanas en la primera ubicación del Mainstream Rock Tracks, convirtiéndose en el segundo número uno de la banda en esta lista. En 2005, la canción fue nominada al Grammy a la Mejor canción de rock, así como en los Radio Music Awards a la Canción de rock del año.
Esta canción habla sobre la batalla que Weiland tuvo con su adicción a la heroína, y el fin de su relación mientras estaba casado con la modelo Mary Forsberg.
La banda interpretó la canción durante su actuación en el Live 8; siendo la única de las tres canciones que tocaron allí que aparece en el DVD del concierto.

## Video musical
Fue dirigido por Kevin Kerslake y el video de la canción representa firmemente el significado de la canción. En él, muestra a Weiland luchando por mantener su relación con su esposa Mary Forsberg, la cual aparece en el video. Además, muestra una representación gráfica del propio Scott sufriendo una sobredosis, quién rápidamente es rescatado por Duff McKagan.
Scott Weiland comentó sus sensaciones acerca del rodaje del video:

Sentí que Kevin Kerslake sería el único director que posiblemente, podría llegar al punto de revivir algunas de esas pesadillas relacionadas con estupefacientes y excesos. En resumen, fue el video más difícil que me ha tocado protagonizar viéndolo desde una perspectiva del miedo.

## Lista de canciones
| Sencillo en CD |                                      |          |  |
| N.º            | Título                               | Duración |  |
| 1.             | «Fall to Pieces»                     | 4:30     |  |
| 2.             | «Surrender» (versión de Cheap Trick) | 4:25     |  |